# Strangalia bonfilsi
Strangalia bonfilsi är en skalbaggsart som beskrevs av Jean François Villiers 1979. Strangalia bonfilsi ingår i släktet Strangalia och familjen långhorningar.
Artens utbredningsområde är Guadeloupe. Inga underarter finns listade i Catalogue of Life.